# 니시다이역 (도쿄도)
니시다이역(일본어: 西台駅, にしだいえき)은 일본 도쿄도 이타바시구에 있는 철도역이다. 2016년 1월부터 역명판 아래에 "다이토 분카 대학 앞"이라는 광고가 부기되었다.

## 역 구조
상대식 승강장 2면 2선의 고가역. 히가시구치에는 중앙 광장과 1번 승강장을 연결하는 에스컬레이터 및 중앙 광장과 2번 승강장을 연결하는 휠체어 승강기가 서쪽 출구에는 중앙 광장과 승강장을 연결하는 엘리베이터가 설치되어있다.
도쿄 도 교통국 시무라 차량기지가 인접하고 있기 때문에 승무원의 교대도 이루어진다.

### 타는 곳
| 1 | 미타 선 | 오테마치・메구로・히요시 방면 |
| 2 | 미타 선 | 니시타카시마다이라 방면       |

## 역 주변
- 도미코시 회관
- 이타바시 구립 시무라 복지 사무소
- 이타바시 구립 장애인 복지 센터
- 다이토 분카 대학 이타바시 캠퍼스
- 다이토 분카 대학 제1 고등학교
- 이타바시 구립 다카시마다이라 제6 초등학교
- 도영 하스네 주택
- 이타바시 구립 하스네 초등학교
- 이타바시 구립 하스네 제2 초등학교
- 이타바시 구립 하스네 도서관
- 도영 니시다이 주택
- 도쿄 도 교통국 시무라 차량기지
- 신가시 강
  - 후나도 대교
- 국제 흥업 버스 다카시마다이라 조차장
- 다카시마다이라 중앙 종합 병원

## 역사
- 1968년 12월 27일: 영업 개시.
- 1978년 7월 1일: 6호선을 미타 선으로 노선명 변경.
- 2004년 3월 31일: 서쪽 출입구를 신설하고 기존의 출입구를 동쪽 출입구로 명칭 변경.
- 2005년: 니시타카시마다이라 방면 엘리베이터가 완성되면서 서쪽 출구도 완성됨.
- 2008년 12월 1일: 서쪽 출입구는 하루 종일 무인화됨 (단, 자동 개찰기 사용 가능).
- 2009년 3월 1일: 서쪽 출입구의 영업 시간을 첫차 시간부터 막차 시간대까지 확대됨.
- 2016년 1월 22일: 역명판 아래에 "다이토 분카 대학 앞"의 간판 광고 설치.

## 인접역
| 도쿄 도 교통국 미타 선  | 도쿄 도 교통국 미타 선 | 도쿄 도 교통국 미타 선                      |
| ----------------------- | ---------------------- | ------------------------------------------- |
| I 23 하스네 메구로 방면 | 미타 선                | 다카시마다이라 I 25 니시타카시마다이라 방면 |